# Clement Kemboi
Clement Kimutai Kemboi (Nairobi, 10 febbraio 1992 – Iten, 7 ottobre 2024) è stato un siepista keniano.

## Morte
Il 7 ottobre 2024 è stato trovato morto in una fattoria appartenente a St. Patrick's High School a Iten. L'atleta si sarebbe suicidato mediante impiccagione. 

## Progressione

### 3000 metri siepi
| Stagione | Misura  | Luogo               | Data      | Rank. Mond. |
| -------- | ------- | ------------------- | --------- | ----------- |
| 2018     | 8'25"49 | Huelva              | 8-6-2018  |             |
| 2017     | 8'23"98 | Stoccolma           | 18-6-2017 |             |
| 2016     | 8'10"65 | Doha                | 6-5-2016  |             |
| 2015     | 8'12"68 | Parigi              | 4-7-2015  |             |
| 2014     | 8'16"96 | Roma                | 5-6-2014  |             |
| 2013     | 8'17"18 | Budapest            | 10-7-2013 |             |
| 2012     | 8'25"67 | Lucerna             | 17-7-2012 |             |
| 2011     | 8'28"13 | Königs Wusterhausen | 9-9-2011  |             |
| 2010     | 9'03"4  | Nairobi             | 17-6-2010 |             |

## Palmarès
| Anno | Manifestazione     | Sede        | Evento       | Risultato | Prestazione | Note  |
| ---- | ------------------ | ----------- | ------------ | --------- | ----------- | ----- |
| 2015 | Giochi panafricani | Brazzaville | 3000 m siepi | Oro       | 8'20"31     | [ 4 ] |

## Campionati nazionali
2009
- 5º ai campionati kenioti juniores, 2000 m siepi - 5'49"3

## Altre competizioni internazionali
2013
- 6º all'ISTAF Berlin ( Berlino), 3000 m siepi - 8'19"40
- 4º ai London Anniversary Games, ( Londra), 3000 m siepi - 8'19"83

2014
- 5º al Golden Gala, ( Roma), 3000 m siepi - 8'16"96
- 9º all'Athletissima, ( Losanna), 3000 m siepi - 8'22"03

2015
- 5º al Shanghai Golden Grand Prix, ( Shanghai), 3000 m siepi - 8'16"22
- 5º al Meeting Areva, ( Saint-Denis), 3000 m siepi - 8'12"68
- 5º ai London Anniversary Games, ( Londra), 3000 m siepi - 8'16"11
- 4º al Weltklasse Zürich, ( Zurigo), 3000 m siepi - 8'21"16

2016
- 6º al Doha Diamond League, ( Doha), 3000 m siepi - 8'10"65
- 8º al Meeting international Mohammed VI, ( Rabat), 3000 m siepi - 8'21"46
- 6º al Birmingham Grand Prix, ( Birmingham), 3000 m siepi - 8'21"07
- 10º al Memorial Van Damme, ( Bruxelles), 3000 m siepi - 8'20"86

2017
- 7º al Bauhaus-Galan, ( Stoccolma), 3000 m siepi - 8'23"98

2018
- 11º al Doha Diamond League, ( Doha), 3000 m siepi - 8'31"02